# Indische koraalduivel
De Indische koraalduivel (Pterois miles) is een straalvinnige vissensoort uit de familie van schorpioenvissen (Scorpaenidae). De wetenschappelijke naam van de soort werd in 1828 voor het eerst geldig gepubliceerd door Bennett. Deze soort is inheems in de westelijke Indo-Pacifische regio. Hij wordt vaak verward met zijn naaste verwant, de gewone koraalduivel (P. volitans). De wetenschappelijke naam komt van het Griekse pteron, wat "vleugel" betekent, en het Latijnse miles, wat "soldaat" betekent.

## Beschrijving
De Indische koraalduivel kan tot 35 cm lang worden. De rugvin heeft 13 lange, sterke stekels en 9-11 zachte rugvinstralen, en de anaalvin heeft drie lange stekels en zes of zeven zachte stralen. De rugvin lijkt gevederd en de borstvinnen zijn vleugelachtig met afzonderlijke brede, gladde stralen. Deze vissen variëren in kleur van roodachtig tot geelbruin of grijs en hebben talrijke dunne, donkere, verticale strepen op hun hoofd en lichaam. De kop is minder hoekig dan die van P. volitans.
De vinstekels zijn zeer giftig en hebben in sommige gemelde gevallen de dood van mensen veroorzaakt. Desondanks is een steek van deze soort zelden dodelijk voor de mens. Niettemin kan een steek extreme pijn, braken, stuiptrekkingen, lichte verlamming en ademhalingsmoeilijkheden veroorzaken. Daarom wordt dringende medische noodhulp sterk aanbevolen, zelfs voor gezonde volwassenen die gestoken zijn, aangezien sommige mensen gevoeliger zijn voor het gif dan anderen nadat ze gestoken zijn, en de symptomen en reacties van het gif variëren in ernst van persoon tot persoon. 

## Verspreidingsgebied
Deze soort is inheems in de westelijke Indo-Pacifische regio, inclusief de Rode Zee. Via het Suezkanaal heeft de soort ook de oostelijke Middellandse Zee gekoloniseerd. De soort komt voor langs de kusten van Libanon en Turkije maar werd ook al gesignaleerd bij Tunesië en Sicilië. Verder is de soort, net als P. volitans, aanwezig in de Caraïbische Zee door vrijgelaten exemplaren uit aquaria.